# Chloropoea gea
Chloropoea gea är en fjärilsart som beskrevs av John Obadiah Westwood 1837. Chloropoea gea ingår i släktet Chloropoea och familjen praktfjärilar. Inga underarter finns listade i Catalogue of Life.